# Psittacus
Psittacus là một chi chim trong họ Psittacidae.

## Các loài
- Psittacus erithacus
- Psittacus timneh